# Církvice u Kutné Hory
Církvice (deutsch Zirkwitz) ist eine Gemeinde im Okres Kutná Hora (Kuttenberg) mit zirka 1240 Einwohnern. Sie liegt 5 km östlich von Kutná Hora an der Klejnárka in Tschechien. Die Gemeinde besteht aus den beiden Ortsteilen Církvice und Jakub (Sankt Jakob), die früher getrennten Dörfer sind heute praktisch miteinander verschmolzen. Von den 422 registrierten Häusern befinden sich 205 mit 711 Bewohnern im Ortsteil Církvice.

## Geschichte
Erstmals urkundlich erwähnt wird Jakub im Jahr 1165, das Dorf Církvice findet sich 1276 erstmals in historischen Quellen.

## Sehenswürdigkeiten

### Im Ortsteil Církvice
- Kirche des hl. Laurentius (tschechisch kostel svatého Vavřince) – Die Kirche wurde ursprünglich 1344 im Stil der Gotik auf einem Hügel in der Dorfmitte inmitten des Friedhofs erbaut. Im Jahr 1684 wurde sie barockisiert. Die beiden seitlich angebauten Kapellen geben der Kirche den Grundriss eines Kreuzes. Bemerkenswert sind eine gotische Tafelmalerei, die vom Meister von Wittingau stammt, und Malereien von Ignaz Raab im Inneren.
- Pfarrhaus hinter der Kirche (geschütztes Kulturdenkmal als Teil des Kirchenensembles[3])

### Im Ortsteil Jakub
- Kirche des hl. Jakob (kostel svatého Jakuba Staršího) – bedeutende romanische Kirche aus dem 12. Jahrhundert mit bemerkenswertem Reliefdekor (Nationales Kulturdenkmal)
- Gutshof Nr. 26
- Bauernhaus Nr. 5
- Bauernhaus Nr. 3

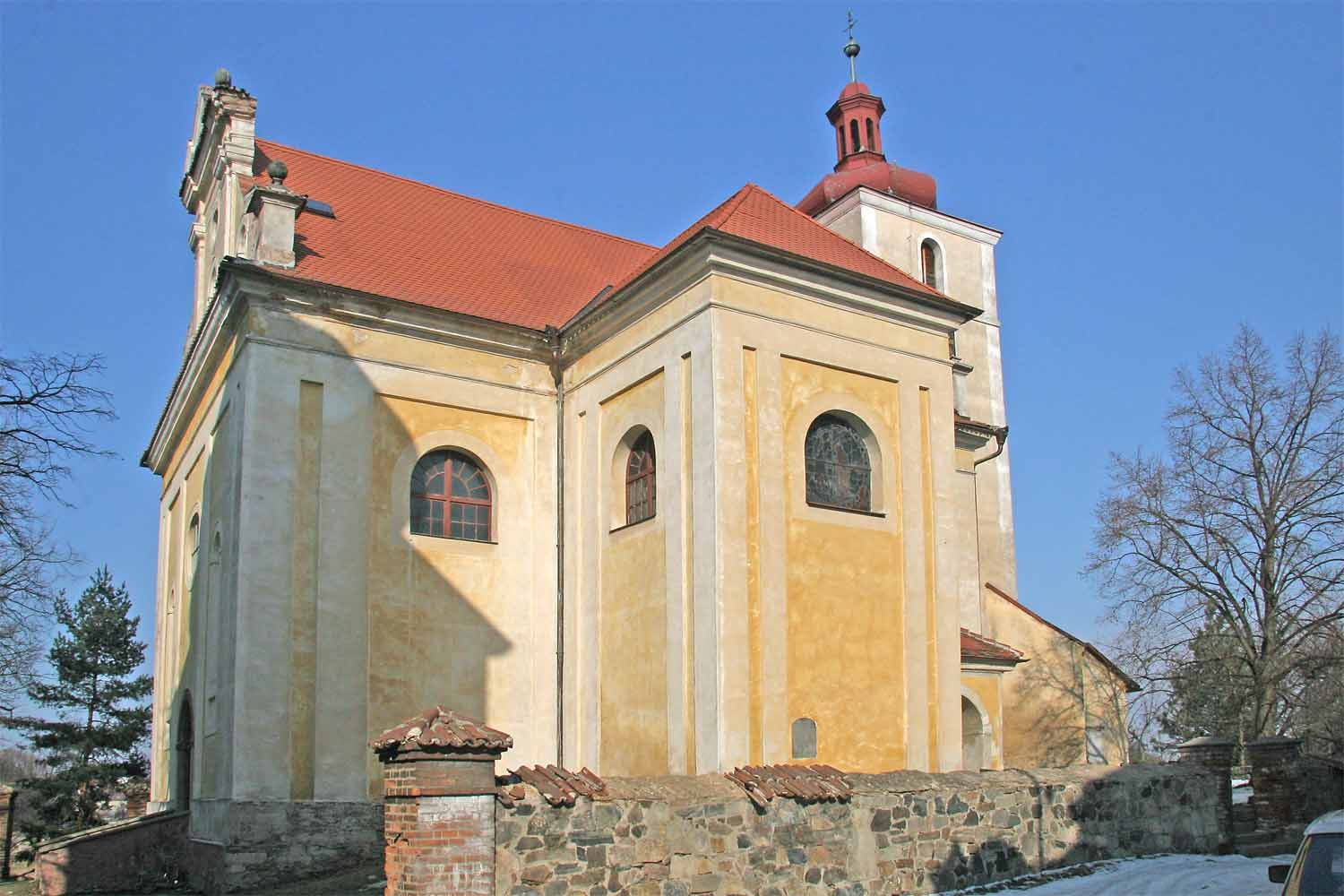
Kirche hl. Laurentius in Církvice
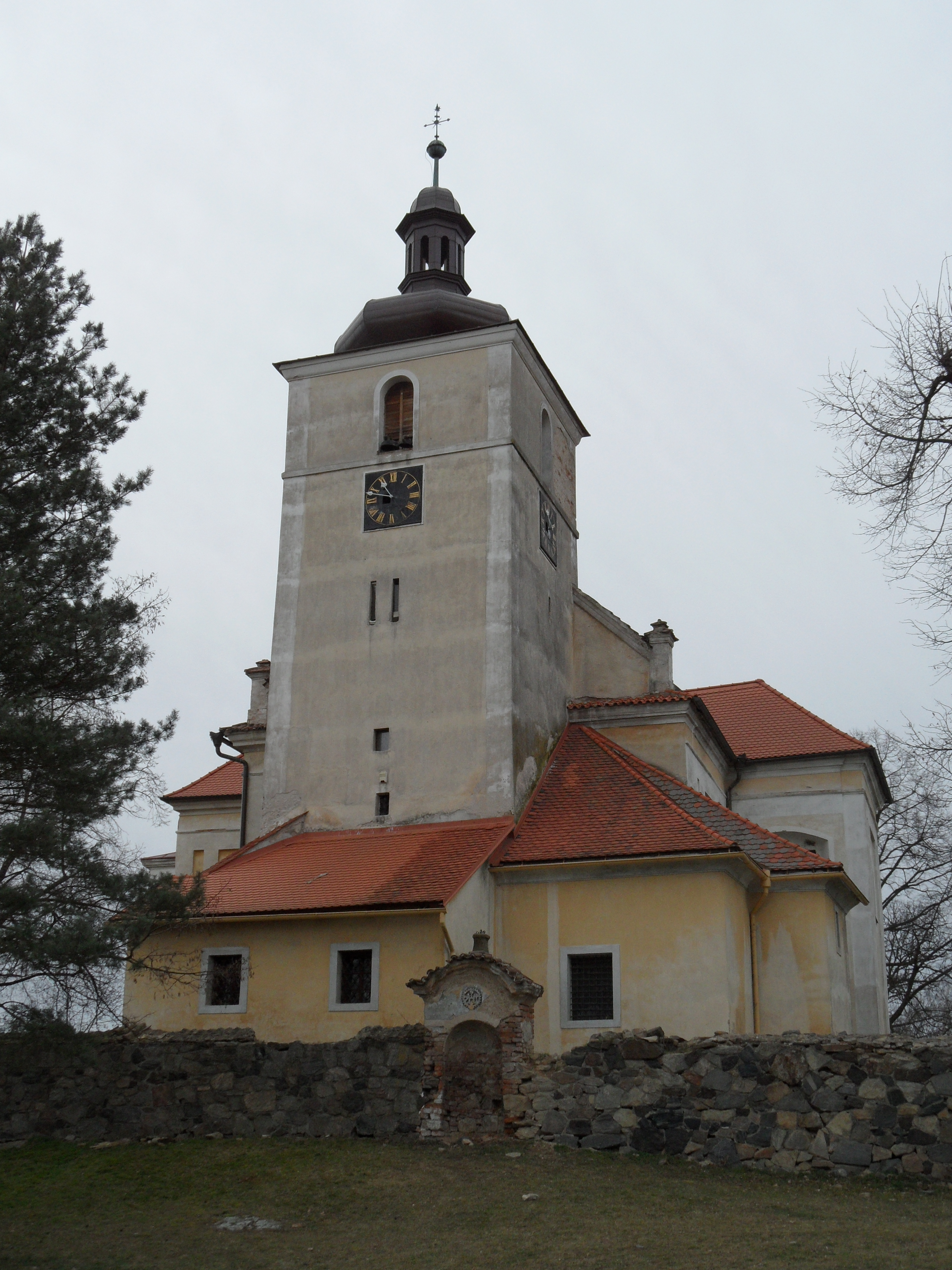
Kirche hl. Laurentius
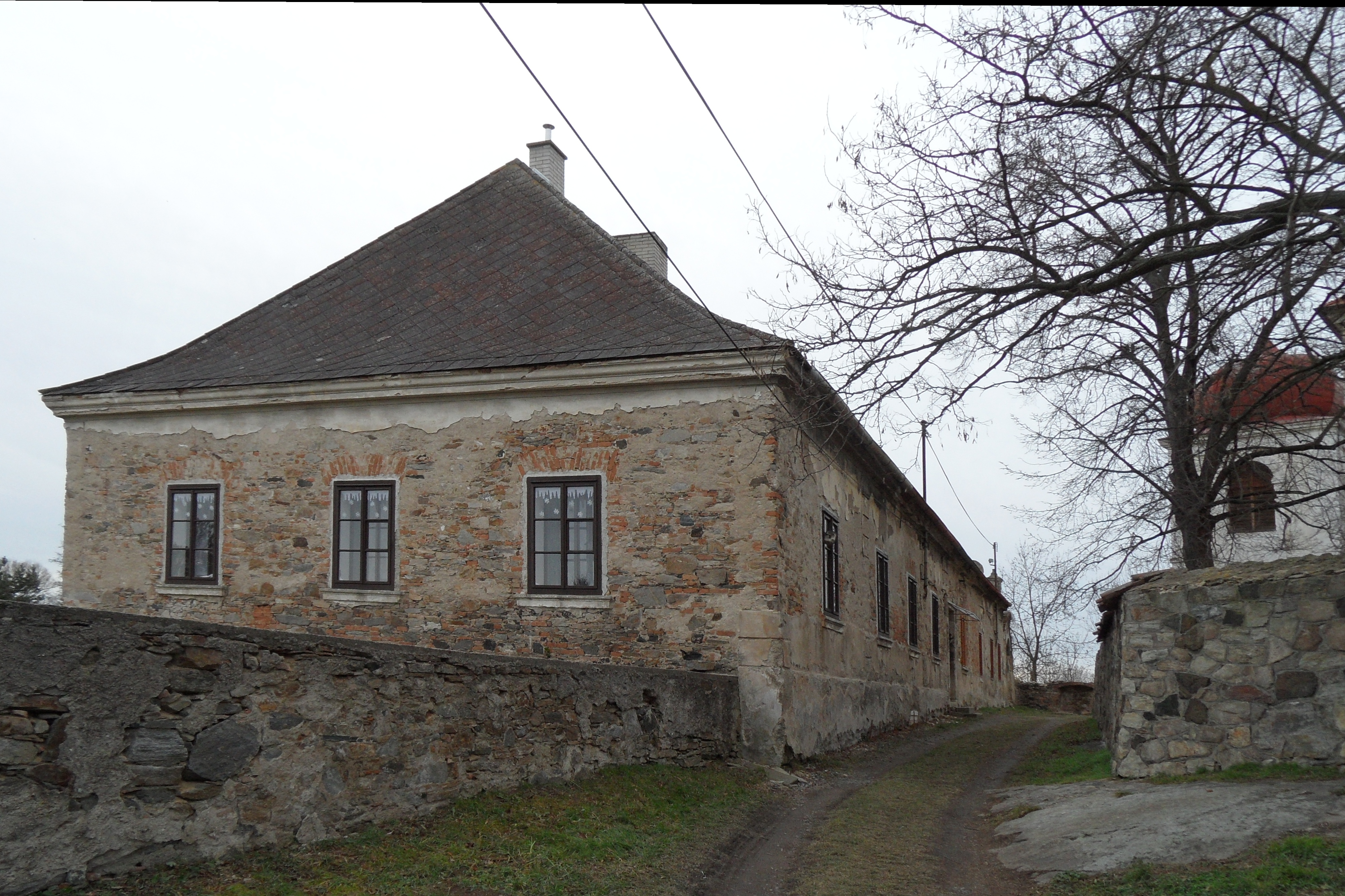
Pfarrhaus in Církvice
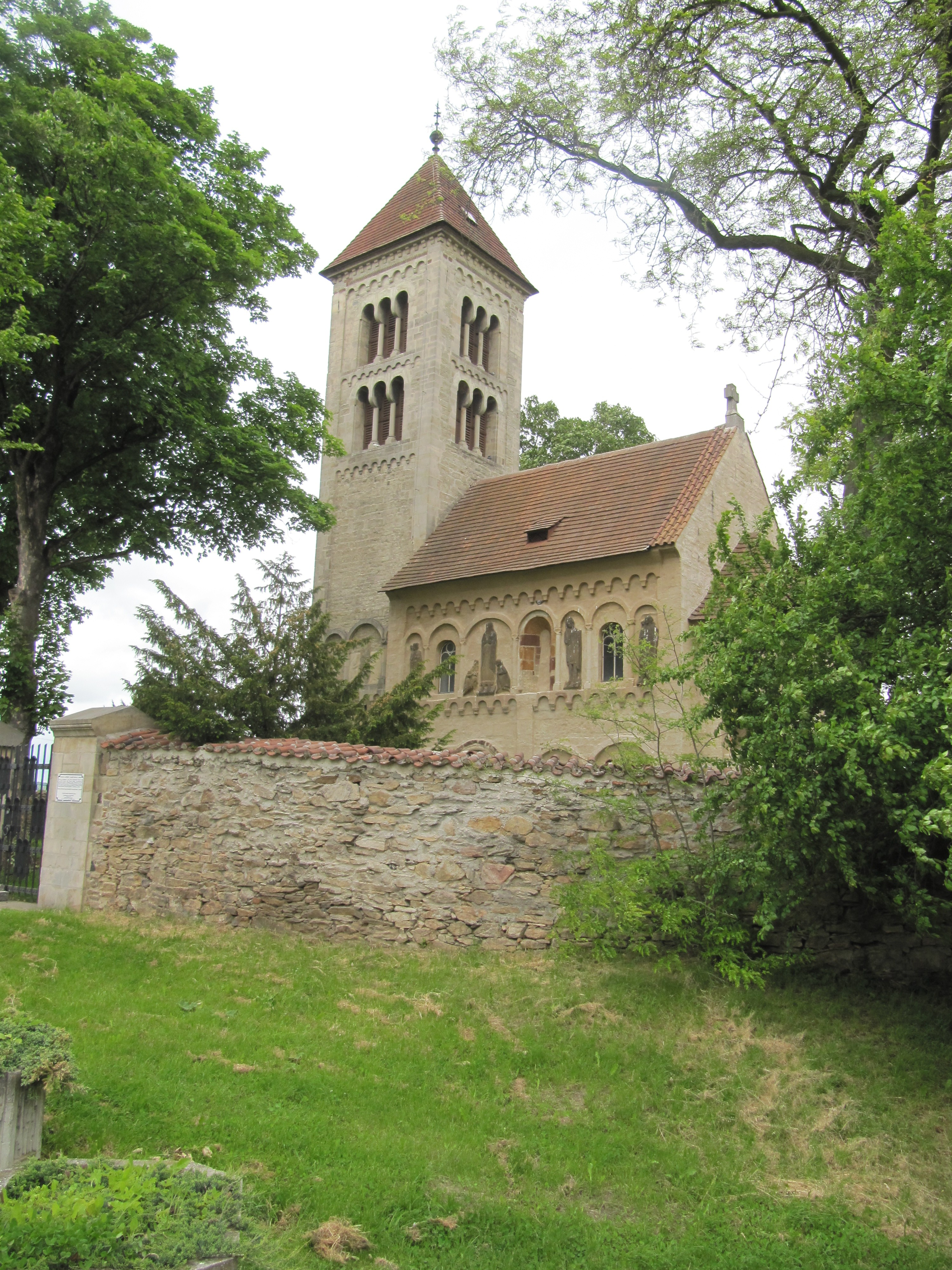
Jakobskirche in Jakub
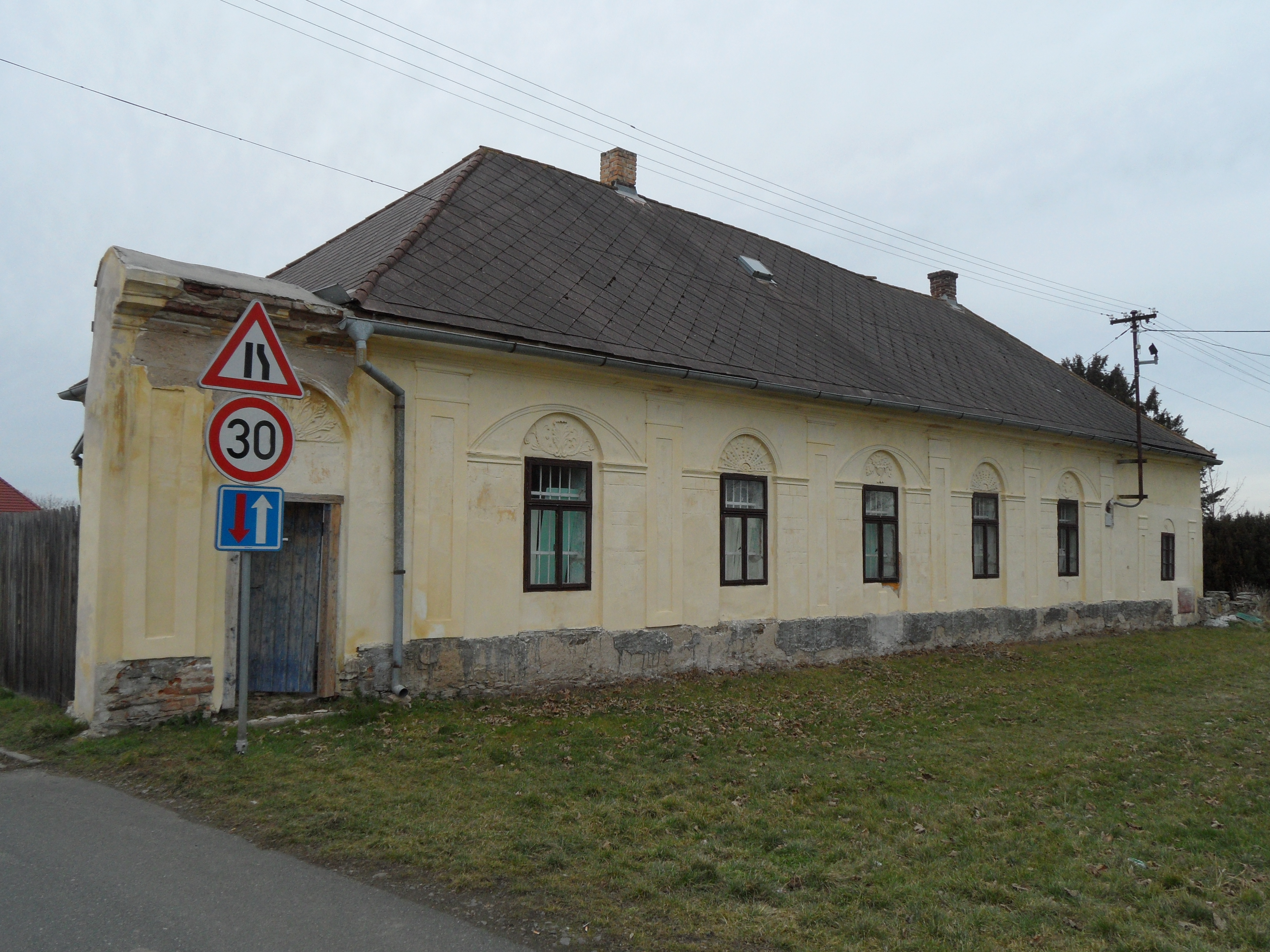
Gutshof Nr. 26 in Jakub

## Gemeindegliederung
Církvice besteht aus den Ortsteilen Církvice und Jakub.  Das Gemeindegebiet gliedert sich in die Katastralbezirke Církvice u Kutné Hory und Jakub.